# انتخابات در اسکاتلند
انتخابات در اسکاتلند (انگلیسی: Elections in Scotland) چند موضوع انتخاباتی را در این کشور در بر می‌گیرد شامل انتخابات مجلس اسکاتلند، مجلس بریتانیا، پارلمان اروپا و انتخابات منطقه‌ای و انتخابات شوراهای محلی است.

## پارلمان اسکاتلند
انتخابات پارلمانی اسکاتلند از نظام اعضای افزوده (AMS) (مشابه نظام انتخاباتی آلمان) تبعیت می‌کند که در واقع تلفیقی از نظام‌های اکثریتی و تناسبی است. نمایندگان حوزهٔ انتخابیهٔ تک‌نفره راهی مجلس می‌شوند که مبنای انتخاب ایشان کسب اکثریت نسبی آراست (نظام انتخاباتی نخست‌نفری). نمایندگان بر مبنای سهم هر حزب از آرای کسب‌شده وارد مجلس می‌شوند (نمایندگی تناسبی). پنج انتخابات پارلمانی در اسکاتلند از زمان برگزاری کنوانسیون مجلس اسکاتلند در سال ۱۹۹۹ تا کنون برگزار شده‌است. انتخابات هر پنج سال یکبار در اول ماه مه برگزار می‌شود.

### ۲۰۱۶
انتخابات پارلمانی اسکاتلند (۲۰۱۶)
مشارکت در کل - ۵۵٫۶٪

### ۲۰۰۷
انتخابات پارلمانی اسکاتلند (۲۰۰۷)

مشارکت در کل - ۵۱٫۸٪

### ۱۹۹۹
انتخابات پارلمانی اسکاتلند (۱۹۹۹)

مشارکت در کل - ۵۹٪

### ۲۰۱۱
انتخابات پارلمانی اسکاتلند (۲۰۱۱)

مشارکت در کل - ۵۰٫۴٪

### ۲۰۰۳
انتخابات پارلمانی اسکاتلند (۲۰۰۳)

مشارکت در کل - ۴۹٫۴٪